# 지나 라베라
지나 라베라(Gina Ravera, 1966년 5월 20일 ~ )는 미국의 배우이다.
샌프란시스코에서 태어났다.

## 출연 작품
- 그레이트 디베이터스 (2007년)
- 클로저 (2005년)
- 체이싱 파피 (2003년)
- 세인트 시너 (2002년)
- 21세기 도망자 (2000년)
- 쏘울 푸드 (1997년)
- 키스 더 걸 (1997년) - 나오미 크로스 역
- 소울 오브 더 게임 (1996년)
- 버스를 타라 (1996년)
- 색있는 유혹 (1995년)
- 쇼걸 (1995년)
- ER (1994년)
- 더 파이브 하트비트 (1991년)

### 텔레비전
- The Temptations (1998) - 조세핀 역